# Amaretta
Amaretta je obchodní značka imitátu semišové kůže z polyamidových mikrovláken a prodyšné polyuretanové pryskyřice.

## Výroba
Výchozí surovinou jsou bikomponentní ultrajemná polyamidová vlákna (0,001–0,01 dtex = Ø 10–100 nm). Ze vzájemně překřížených vláken se zhotoví rouno, které se pak impregnuje porézním polyuretanem a z textilního materiálu se vypere pomocná komponenta (potřebná jen pro zvláknění). Takto vzniklý laminát s obsahem 60 % vláknové výztuže a 40 % pryskyřice se na povrchu brousí, barví a kartáčuje.

## Vlastnosti
Amaretta se podobá pevné plošné textilii (jako textilie se však nedá označovat, protože podíl textilních materiálů v laminátu nedosáhne nikdy 80 %). Vyrábí se většinou v tloušťkách 0,35–0,6 mm a váze 135–225 g/m², některé varianty jsou však podstatně hmotnější. Látka má semišový povrch, dobrou pružnost a pevnost v oděru, je prodyšná, odolná proti vlivům počasí a výrobky z ní se dají prát při 30 °C.

## Použití
K nejznámějším patří: svrchní oděvy, nábytkové potahy, kabelky, obuvní svršky.

## Imitáty kůže z mikrovláken
Imitáty kůže z mikrovláken se začaly vyrábět začátkem 60. let minulého století v USA a v Japonsku (DuPont, Kuraray). V roce 1971 přišla na trh první Escaine/Alcantara (Toray, Japonsko/Itálie) a v roce 1978 se začal u firmy Haru-Kuraray vyrábět laminát Amara, předchůdce Amaretty, která je známá od roku 1984.
Vedle Amaretty se vyrábí např. Nash (pro obuvnický průmysl) a Lauvest, Rubina nebo Toraylina (imitát surové kůže z měkkého, hustého kompozitu s polyamidovou matricí a výztuží z trojhranných polyesterových segmentů).
Údaje o vyráběném množství nejsou ani u Amaretty ani u ostatních uvedených laminátů v současné době zveřejňovány.